# Длуголенка (Нижньосілезьке воєводство)
Длуголенка (пол. Długołęka, нім. Langewiese) — село в Польщі, у гміні Длуголенка Вроцлавського повіту Нижньосілезького воєводства.
Населення — 3002 особи (2011).
У 1975-1998 роках село належало до Вроцлавського воєводства.

## Демографія
Демографічна структура станом на 31 березня 2011 року:
|          | Загалом | Допрацездатний вік | Працездатний вік | Постпрацездатний вік |
| -------- | ------- | ------------------ | ---------------- | -------------------- |
| Чоловіки | 1466    | 336                | 999              | 131                  |
| Жінки    | 1536    | 298                | 988              | 250                  |
| Разом    | 3002    | 634                | 1987             | 381                  |